# 牛奶凍曲線

牛奶凍函數的圖形

牛奶凍曲线（blancmange curve）又称为高木曲线，因為在1901年由高木貞治所研究。另外也稱为 Takagi-Landsberg 曲线，一種更一般化的曲線，以高木貞治和 Georg Landsberg 的名字命名。 牛奶凍曲線也是 de Rham 曲线的特例。 

## 定義
定義域為單位區間的牛奶凍函數定義為  
{\displaystyle b(x)=\sum _{n=0}^{\infty }{s(2^{n}x) \over 2^{n}},}
其中 {\textstyle s} 是三角波函數，定義為 {\displaystyle s(x)=\min _{n\in \mathbb {N} }\left|x-n\right|}。  
而 Takagi–Landsberg 曲線的定義是更一般化的：  

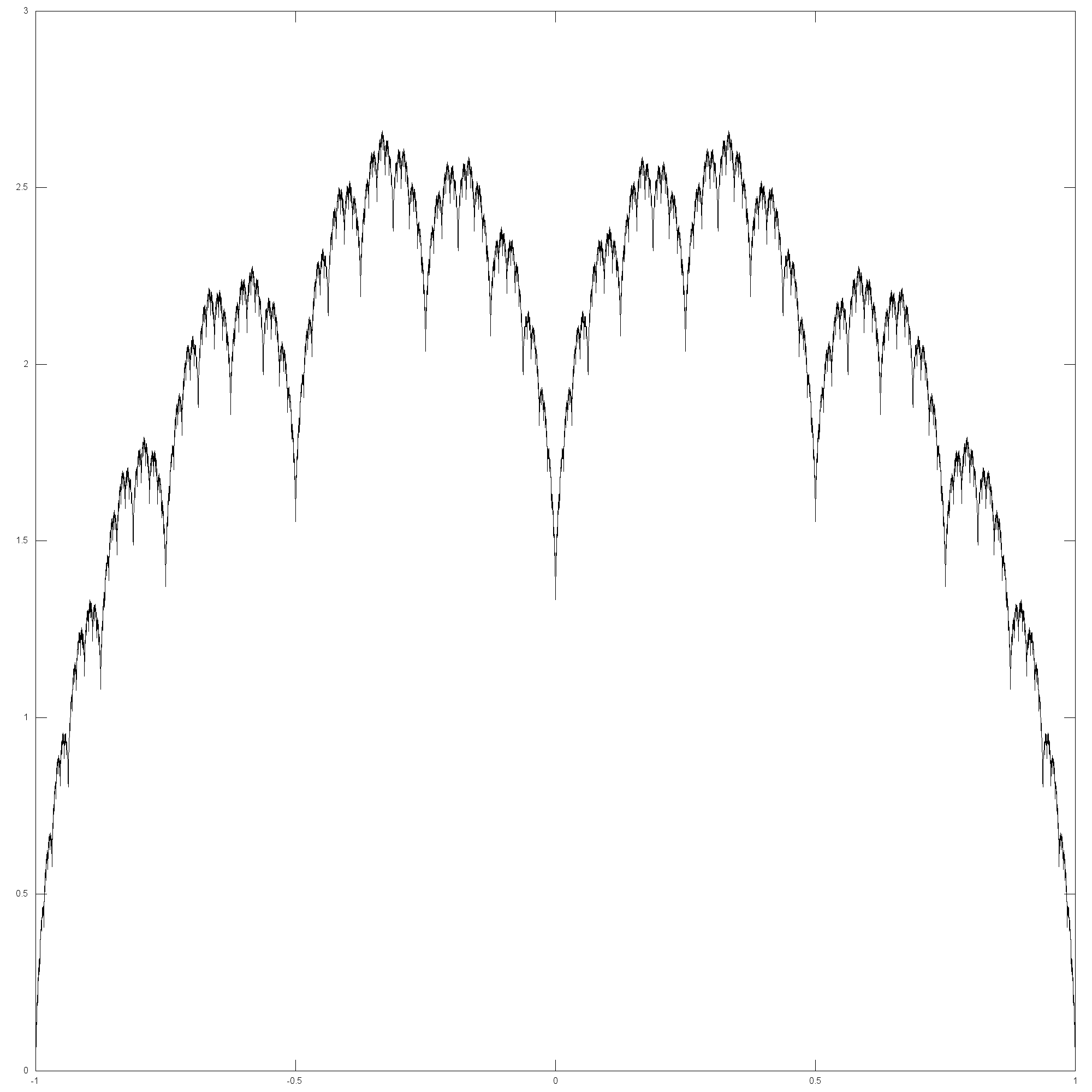
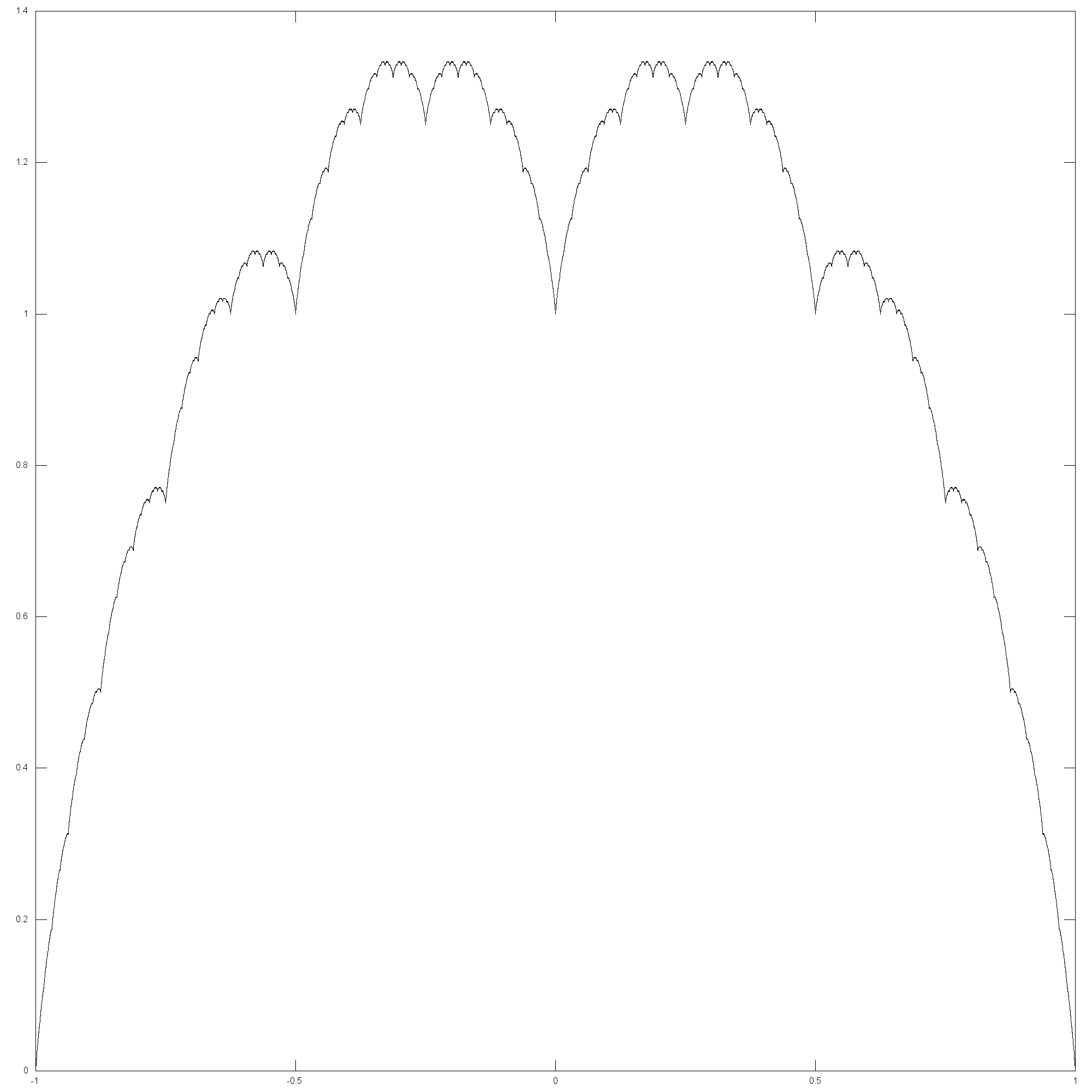
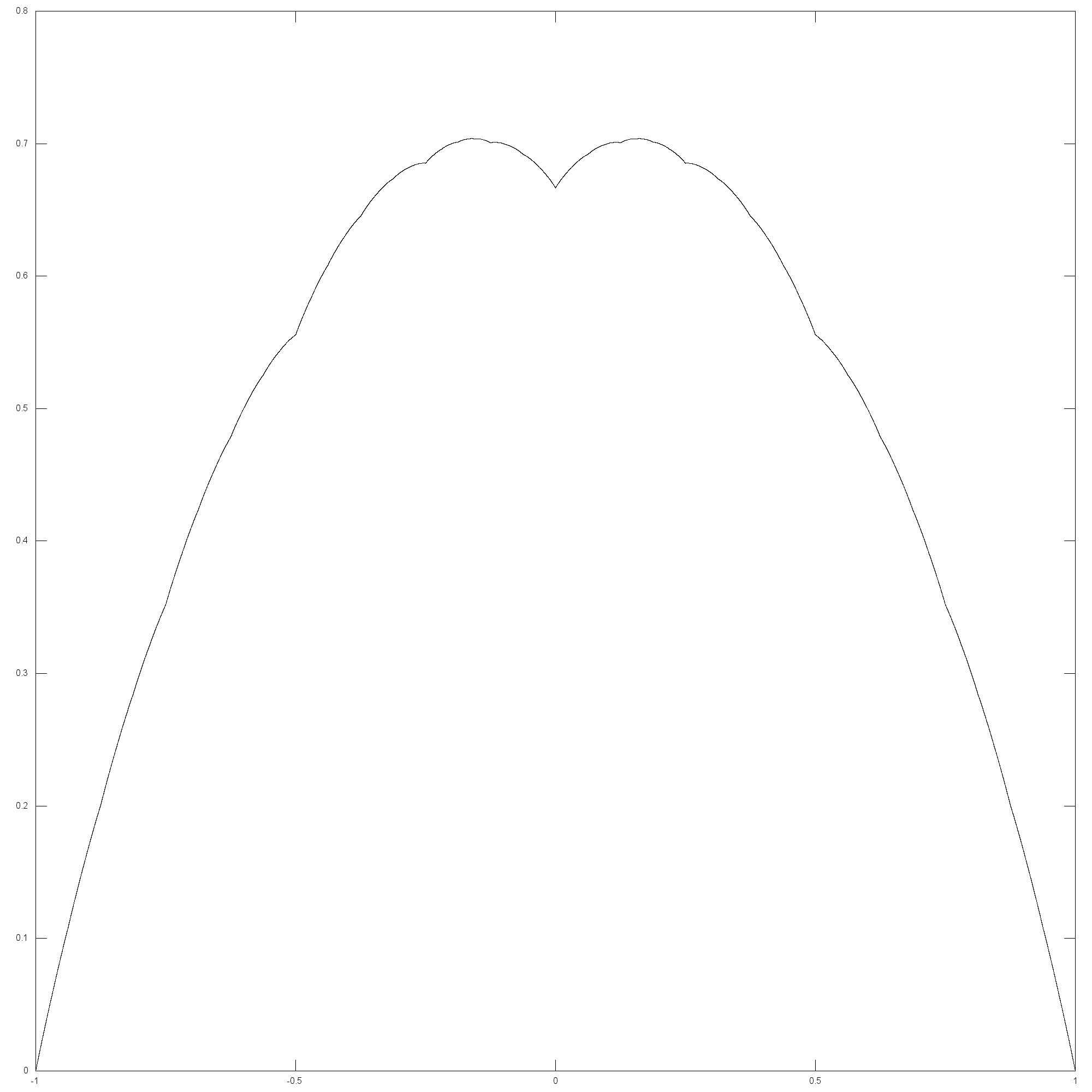
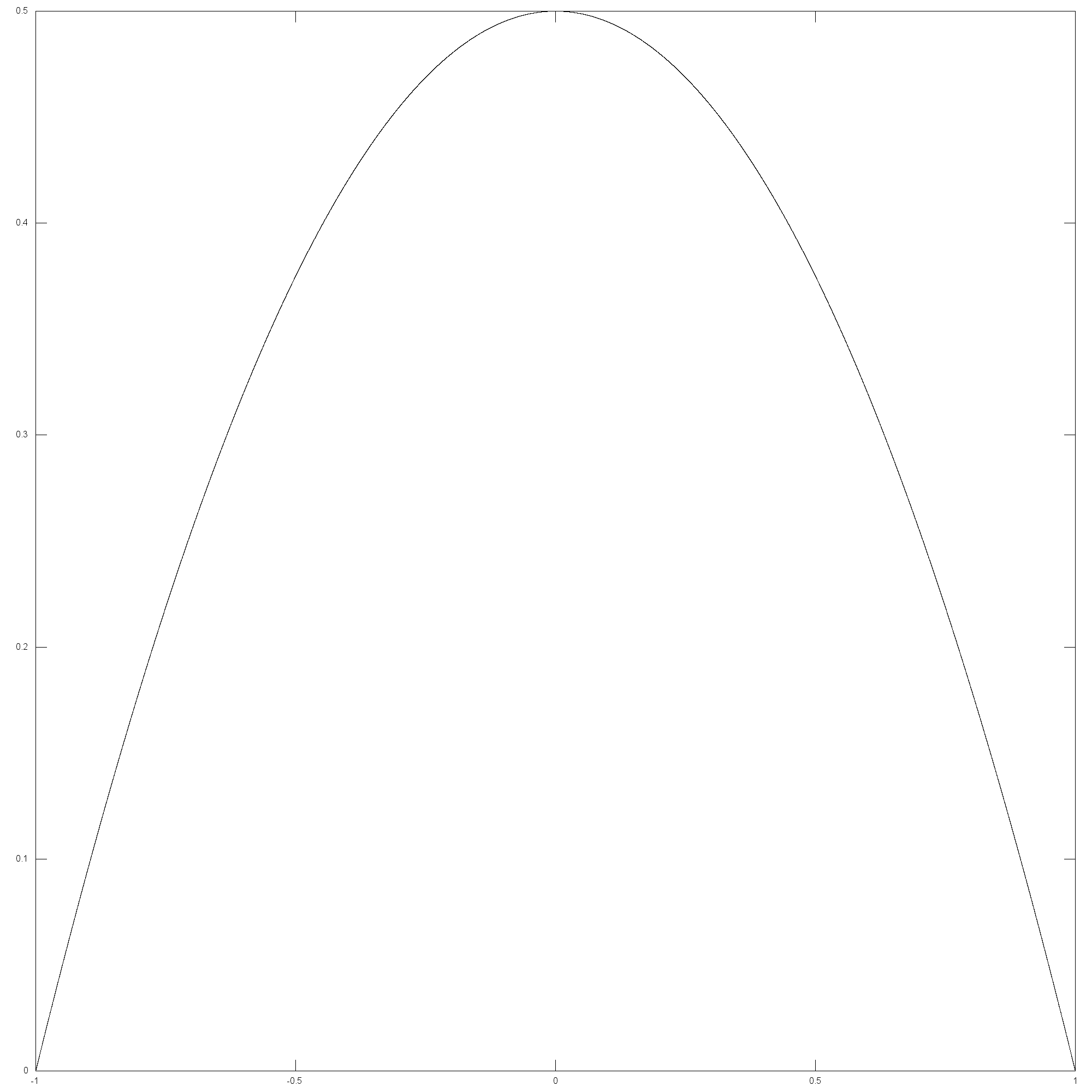
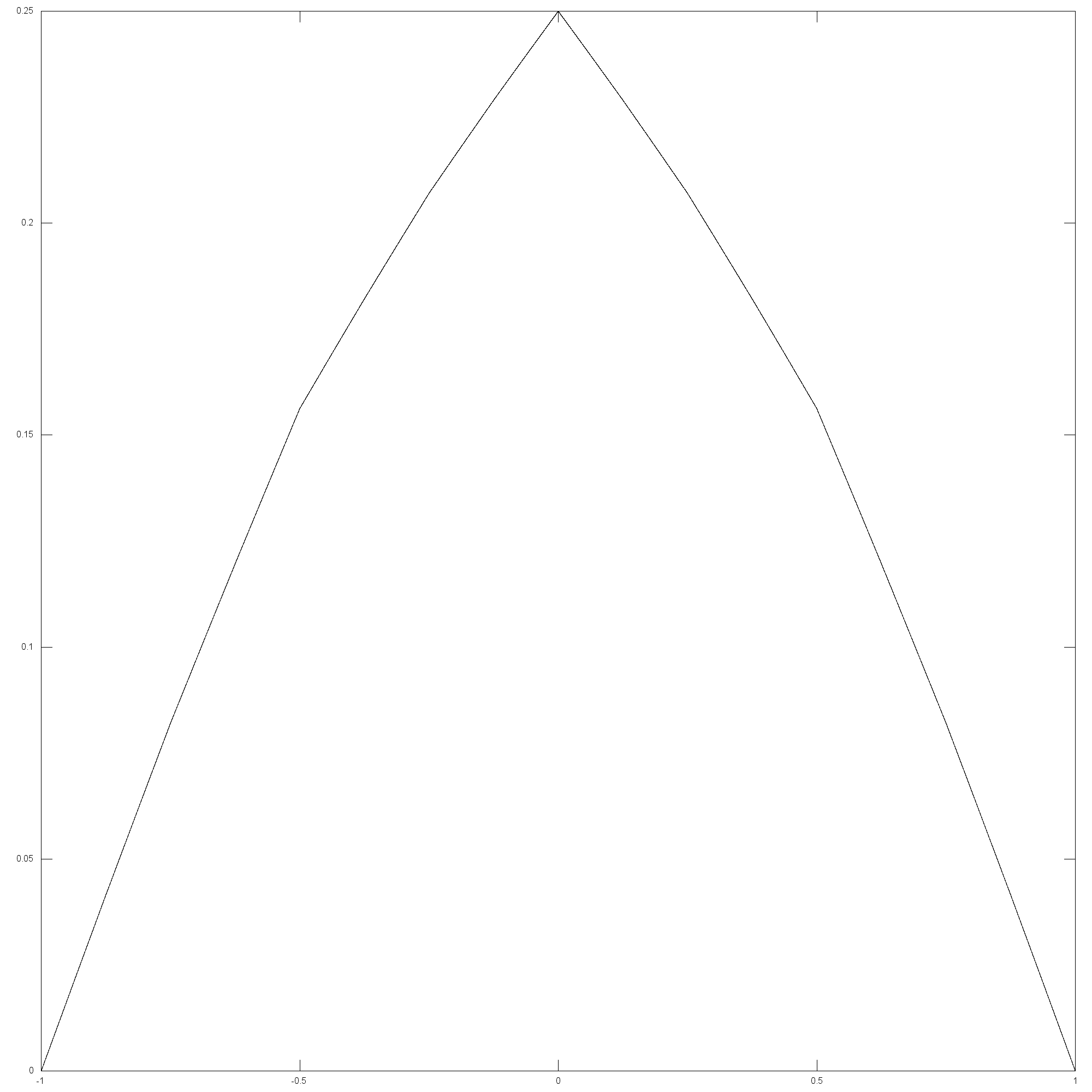

{\displaystyle T_{w}(x)=\sum _{n=0}^{\infty }w^{n}s(2^{n}x),}

其中{\displaystyle w}是一個變數使{\displaystyle |w|<1}。
- parameter w=2/3
- parameter w=1/2
- parameter w=1/3
- parameter w=1/4
- parameter w=1/8

## 性質

### 收斂與連續性
以{\displaystyle w}（{\displaystyle |w|<1}）為參數無限和{\displaystyle T_{w}(x)}對所有{\displaystyle x}絕對收斂：因為對所有{\displaystyle x\in \mathbb {R} }有{\displaystyle 0\leq s(x)\leq 1/2}，從而
{\displaystyle \sum _{n=0}^{\infty }|w^{n}s(2^{n}x)|\leq {\frac {1}{2}}\sum _{n=0}^{\infty }|w|^{n}={\frac {1}{2}}\cdot {\frac {1}{1-|w|}}}。
以{\displaystyle w}為參數的{\displaystyle T_{w}(x)}也是連續的。因為可以如下證明{\textstyle T_{w,n}(x)=\sum _{k=0}^{n}w^{k}s(2^{k}x)}均勻收斂到{\displaystyle T_{w}}：
{\displaystyle \left|T_{w}(x)-T_{w,n}(x)\right|=\left|\sum _{k=n+1}^{\infty }w^{k}s(2^{k}x)\right|=\left|w^{n+1}\sum _{k=0}^{\infty }w^{k}s(2^{k+n+1}x)\right|\leq {\frac {|w|^{n+1}}{2}}\cdot {\frac {1}{1-|w|}}} 對所有 {\displaystyle x\in \mathbb {R} }。
其值在{\displaystyle n}夠大時可以任意的小。再根據均勻極限定理，{\displaystyle T_{w}}連續。

### 次可加性
{\displaystyle T_{w}}具有次可加性。

### 拋物線
當{\textstyle w={\frac {1}{4}}}，{\displaystyle T_{w}}的圖形是拋物線，且用中點細分的構造方法曾被阿基米德描述。

### 可微性
對所有{\displaystyle 0<w<1/2}，{\displaystyle T_{w}}在任意不是二进分数的{\displaystyle x\in \mathbb {R} }是可微的，且其結果是
{\displaystyle T_{w}'(x)=\sum _{n=0}^{\infty }(2w)^{n}\,(-1)^{x_{-n-1}},}
其中{\displaystyle (x_{n})_{n\in \mathbb {Z} }\in \{0,1\}^{\mathbb {Z} }}是{\displaystyle x}的二進位表達式的序列，也就是滿足{\textstyle x=\sum _{n\in \mathbb {Z} }2^{n}x_{n}}的序列。